# David Wiley
Clem David Wiechman (Portsmouth, 26 de julho de 1929 — Northridge, 5 de fevereiro de 2007), também conhecido pelos nomes artísticos David Wiley e Dave Wiechman, foi um ator e engenheiro de som norte-americano.

## Biografia
Wiechman participou de vários filmes e programas de televisão ao longo de sua carreira de mais de quarenta anos. Estreou no cinema em 1956 no longa-metragem Beyond a Reasonable Doubt, no papel de um condenado à pena capital. Em 1982, apareceu no filme de terror Friday the 13th Part III, interpretando o louco Abel, personagem que tenta alertar um grupo de jovens a não entrar nos domínios do assassino Jason Voorhees. Entre suas diversas produções televisivas, estão alguns episódios da série Hogan's Heroes, nos quais interpretou diferentes papéis.
Ele também trabalhou como engenheiro de som, participando da produção de oito álbuns de Elvis Presley, além de ser creditado em discos de vários outros artistas, entre os quais Ben Webster, Art Blakey, Gerry Mulligan, Carmen McRae, Del Shannon, Shelly Manne e Vikki Carr. Por seu trabalho de mixagem no álbum Daktari (1968), gravado por Manne para a telessérie homônima, Wiechman recebeu uma indicação ao Prêmio Grammy de melhor engenharia de som.

### Vida pessoal e morte
O artista tinha duas filhas, Audrey e Kristina, e um irmão, Phillip. Wiechman morreu de câncer em 5 de fevereiro de 2007, aos 77 anos, em sua casa em Northridge, uma localidade em Los Angeles, Califórnia. Foi sepultado no Hollywood Forever Cemetery.

## Filmografia parcial

### Cinema
| Ano  | Título                    | Papel              | Ref.  |
| ---- | ------------------------- | ------------------ | ----- |
| 1956 | Beyond a Reasonable Doubt | Condenado          | [ 4 ] |
| 1975 | Half a House              | Marido de Ethel    | [ 8 ] |
| 1980 | Warp Speed                |                    | [ 9 ] |
| 1981 | Escape from Ds-3          |                    | [ 9 ] |
| 1982 | Friday the 13th Part III  | Abel               | [ 3 ] |
| 1983 | Hambone and Hillie        | Dr. Simpkins       | [ 9 ] |
| 1985 | Jagged Edge               | Oficial de justiça | [ 9 ] |
| 1989 | Society                   | Juiz Carter        | [ 9 ] |

### Televisão
| Ano       | Título                   | Papel                                            | Notas                                          | Ref.   |
| --------- | ------------------------ | ------------------------------------------------ | ---------------------------------------------- | ------ |
| 1956-1957 | Highway Patrol           | Yeager                                           | 2 episódios                                    | [ 5 ]  |
| 1967-1969 | Hogan's Heroes           | Herr Gruber / Pintz / Agente / Operador de radar | 4 episódios                                    | [ 5 ]  |
| 1979      | CHiPs                    | George Price                                     | Episódio: "Pressure Point"                     | [ 10 ] |
| 1983      | Hill Street Blues        | Professor de loja                                | Episódio: "Moon Over Uranus: the Final Legacy" | [ 11 ] |
| 1984      | The Island               | Elenco principal                                 | Série baseada no filme Blue Thunder (1983)     | [ 9 ]  |
| 1984      | Cheers                   | Todd                                             | Episódio: "A Ditch in Time"                    | [ 5 ]  |
| 1984      | A Touch of Scandal       | Haskell                                          | Telefilme                                      | [ 12 ] |
| 1985      | The Other Lover          | Hoteleiro                                        | Telefilme                                      | [ 12 ] |
| 1985      | Hunter                   | Lawrence Duggan                                  | Episódio: "Case X"                             | [ 5 ]  |
| 1986      | Highway to Heaven        | Gerente de motel                                 | Episódio: "For the Love of Larry"              | [ 5 ]  |
| 1990      | Anything But Love        | Participação especial                            | 1 episódio                                     | [ 2 ]  |
| 1990      | The Operation            | Dr. Harcourt                                     | Telefilme                                      | [ 8 ]  |
| 1990-1991 | Night Court              | Parceiro / Juiz Stanfield                        | 2 episódios                                    | [ 5 ]  |
| 1991      | Harry and the Hendersons | Curtis                                           | Episódio: "The Day After"                      | [ 13 ] |
| 1995      | Maybe This Time          | Participação especial                            | 1 episódio                                     | [ 2 ]  |
| 1997      | When Time Expires        | Técnico de TV                                    | Telefilme                                      | [ 9 ]  |
| 2003      | The Guardian             | Participação especial                            | Episódio: "Burton & Ernie"                     | [ 2 ]  |